# Ray Hudson
Ray Hudson (Hexham, 24 marzo 1955) è un ex calciatore, allenatore di calcio e giornalista inglese.

## Carriera

### Calciatore
Esordisce con il Newcastle nella First Division 1974-1975, ottenendo il quindicesimo posto in classifica, identico piazzamento ottenuto la stagione seguente. Nella stagione 1976-1977 Hudson con il suo club ottiene il quinto posto finale, ottenendo l'accesso alla Coppa UEFA 1977-1978.
Nel 1977 si trasferisce in Nordamerica per giocare nella North American Soccer League 1977 con il Fort Lauderdale Strikers, con cui raggiunge i quarti di finale della competizione. Confermato dagli Strikers anche per la stagione seguente, Hudson con i suoi raggiunge la semifinale del torneo. 
Nella stagione 1979 raggiunge gli ottavi di finale, mentre l'anno seguente raggiunge la finale del torneo, perdendola contro i New York Cosmos.
Nella stagione 1981 raggiunge le semifinali, come nella stagione 1982, a cui seguì il raggiungimento dei quarti nella North American Soccer League 1983.
Nel 1983 torna in Europa per giocare con i tedeschi dell'Union Solingen, con cui ottiene il quinto posto nella 2. Fußball-Bundesliga 1983-1984.
Nella stagione 1984 torna in Nordamerica per militare nei Minnesota Strikers, nuova identità dei Fort Lauderdale Strikers, con cui ottiene il terzo posto della Western Division.
Con gli Strikers rimane sino al 1988, giocando nel campionato indoor.
Nel 1988 passa dapprima ai canadesi dell'Edmonton Brickmen e nel corso dello stesso anno ritorna ai rinati Fort Lauderdale Strikers, con cui giocherà sino al 1992, tranne una breve militanza con i Tampa Bay Rowdies.

### Allenatore
Nel 2000 diviene l'allenatore del Miami Fusion, club militante nella Major League Soccer. Con i Fusion ottiene il terzo posto della Eastern Division, piazzamento insufficiente per l'accesso alla MLS Cup Playoffs. La stagione seguente Hudson porta i Fusion sino alla semifinale della MLS Cup Playoffs, perdendo l'accesso in finale contro i futuri campioni del San Jose Earthquakes.
Nella stagione 2002 diviene l'allenatore dei D.C. United, con cui chiude la stagione all'ultimo posto della Eastern Conference. Nella stagione seguente raggiunge le semifinali della Conference.

### Giornalista
Lasciata l'attività di allenatore, diviene commentatore sportivo per numerose televisioni e radio nordamericane.

## Palmarès

### Giocatore

#### Competizioni nazionali
- American Soccer League: 1

Ft. Lauderdale Strikers: 1989
- MLS Supporters' Shield: 1

Miami Fusion: 2001

#### Competizioni internazionali
- Texaco Cup: 2

Newcastle: 1974, 1975